# Kazusa Ogawa
Pour les articles homonymes, voir Ogawa.
Kazusa Ogawa (小川 和紗, Ogawa Kazusa), née le 16 février 1997 à Ichihara (Japon), est une judokate handisport japonaise concourant dans la catégorie des -70 kg. Elle est médaillée de bronze aux Jeux de 2020 et de 2024.

## Jeunesse
Ogawa souffre d'un gliome du nerf optique diagnostiqué à la naissance.

## Carrière
Aux Jeux paralympiques d'été de 2020 dans la catégorie des moins de 70 kg, elle est battue en demi-finale par la Géorgienne Ina Kaldani mais remporte son match pour la médaille de bronze avec un waza-ari quelques minutes plus tard. Elle remporte une nouvelle médaille de bronze dans cette catégorie aux Jeux paralympiques d'été de 2024 à Paris.